# Microbiotheriidae
De Microbiotheriidae zijn de enige familie van de buideldierorde Microbiotheria. Er zijn nog twee levende soorten monito del montes, die in Argentinië en Chili voorkomen. Lang werd de monito del monte (Dromiciops gliroides) als de enige soort in deze familie gerekend, maar recentelijk is de soort Dromiciops bozinovici van deze soort afgesplitst, waardoor het niet langer de enige soort is. Hoewel de Microbiotheria een van de drie Amerikaanse buideldierordes zijn, zijn ze waarschijnlijk nauwer verwant aan de Australische soorten, waarmee ze worden verenigd in de superorde Australidelphia.
Het is een van de twee nog levende vertegenwoordigers van de orde Microbiotheria, de voorouderlijn van alle Australische buideldieren.
De familie omvat de volgende geslachten:
- Dromiciops
- Eomicrobiotherium †
- Ideodelphys †
- Khasia †
- Microbiotherium †
- Mirandatherium †
- Pitheculus †
- Pachybiotherium †

Dromiciops: Dromiciops bozinovici · Monito del monte (D. gliroides): (D. g. gliroides · D. g. mondaca)
Cloacadieren · Opossums · Paucituberculata · Microbiotheria · Roofbuideldieren · Buideldassen · Buidelmollen · Klimbuideldieren · Tenreks en goudmollen · Springspitsmuizen · Buistandigen · Klipdasachtigen · Slurfdieren · Zeekoeien · Luiaards en miereneters · Gordeldierachtigen · Insecteneters · Vleermuizen · Schubdierachtigen · Roofdieren · Onevenhoevigen · Evenhoevigen · Walvissen · Knaagdieren · Haasachtigen · Huidvliegers · Toepaja's · Primaten